# Mont Bonvin

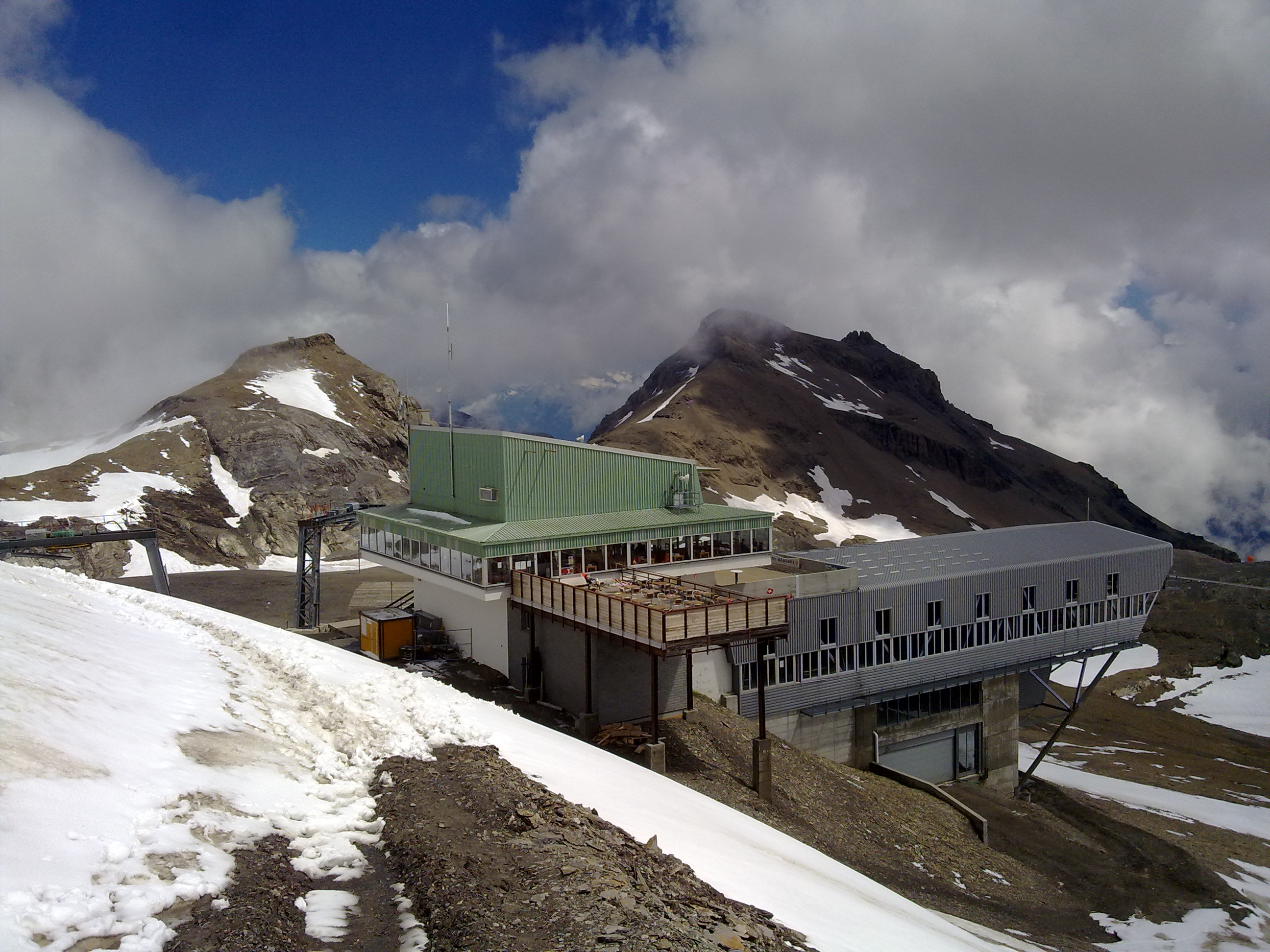
De Mont Bonvin, achter het bergstation van de Funitel van Crans-Montana naar de Pointe de la Plaine Morte

De Mont Bonvin is een 2.995 m hoge berg in het Wildstrubelmassief van de Berner Alpen in Zwitserland op grondgebied van de gemeente Montana in het kanton Wallis.
De Mont Bonvin bevindt zich 1,6 km ten zuidoosten van het bergstation van de Funitel-kabelbaan van Crans-Montana Les Violettes naar de Pointe de la Plaine Morte en is van daar uit bereikbaar via een aangeduide bergpiste. 
Op de zuidflank van de Mont Bonvin liggen het skigebied Crans-Montana en het kleinere broertje van de Mont Bonvin, de Petit Mont Bonvin (2.412 m boven zeeniveau).

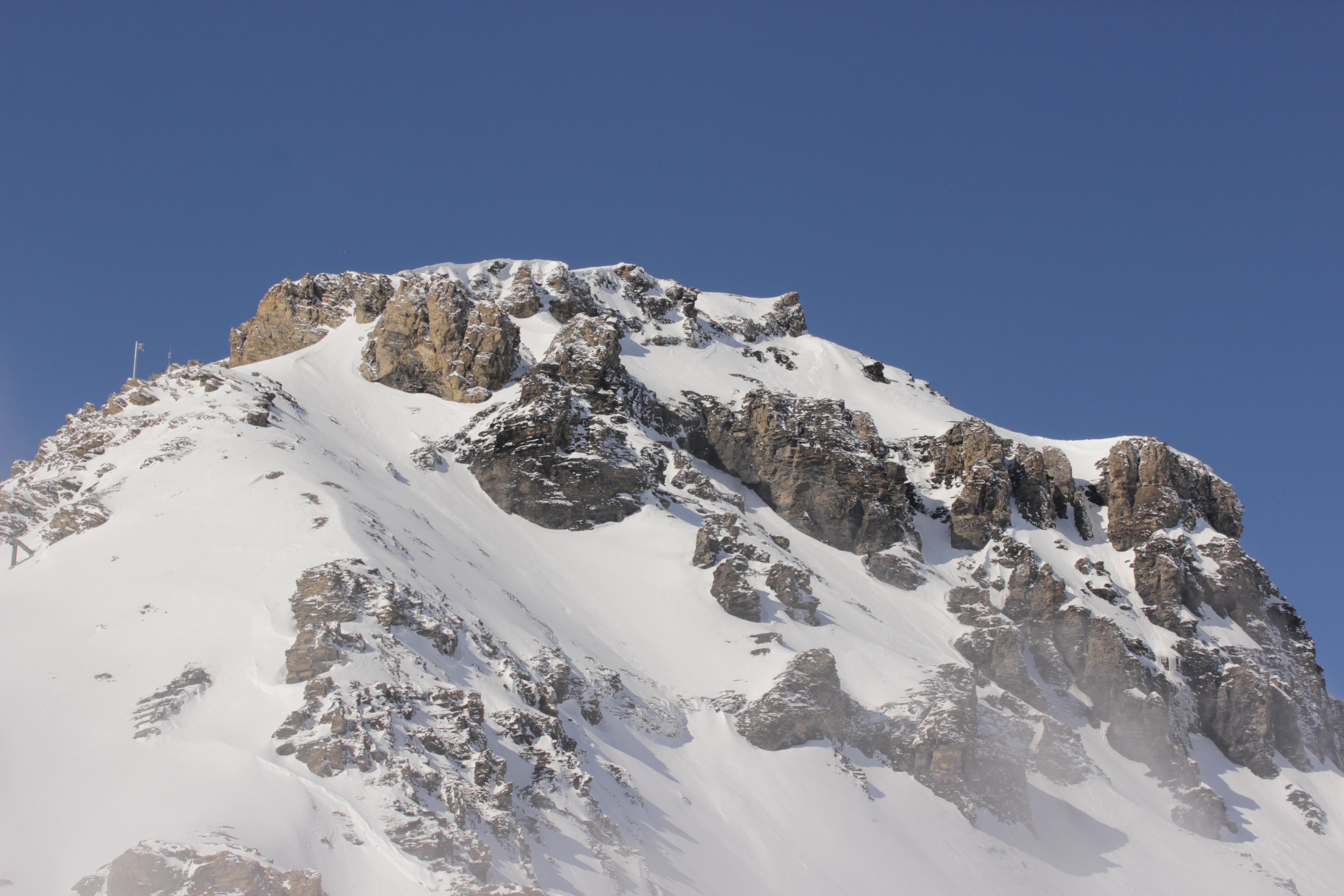